# Managua Fútbol Club
El Managua Fútbol Club es un equipo profesional de fútbol de Nicaragua que juega en la Primera División de Nicaragua o Liga Primera y en Copa Primera, actualmente se les conoce como Los Leones Azules o el Orgullo de la Capital. 
A nivel competitivo es un equipo que siempre está peleando los primeros puestos en las diferentes posiciones a nivel nacional. También es una institución profesional desde su administración, hasta los jugadores que visten esta camiseta. Recientemente clasificó a la Copa centroamericana del 2024 al ser tercero en la tabla general de la Liga Primera.

## Historia
El Managua Fútbol Club es una institución deportiva fundada en 2006 en la capital nicaragüense. En sus primeros años no contaba con divisiones juveniles pero si con grandes jugadores como Norfran Lazo, Bacilio Zapata, Carlos Zambrana y Javier Lazo Almendárez; actualmente ya cuenta con varios equipos en distintas categorías juveniles y rama femenil. El club se perfila como una institución deportiva que promueve a jóvenes promesas del futbol nacional y que en los últimos años se ha posicionado como uno de los grandes animadores de la máxima categoría y contendiente al título de campeón nacional en cada edición de torneo corto.
Desde su temprano ascenso a la máxima categoría de competencia, se convirtió en uno de los clubes más importantes del país, siendo campeón nacional del Torneo Apertura 2018 y campeón de la edición inicial de Copa Primera Nicaragua 2019.
El Managua FC fue considerado por la cadena internacional UNIVISIÓN como el equipo Campeón Latinoamericano con mayor efectividad del año 2018. Un año después sostuvo su primera participación a nivel internacional en la Liga Concacaf 2019.
Por su buen desempeño en  la Liga Primera logró clasificar a la Copa Centroamericana Concacaf 2024.

## Récord en Primera División (2010–Presente)
| Temporada     | #  | J  | G | E | P | GF | GC | PTS | Playoffs     | J | G | E | P | GF | GC | PTS |
| ------------- | -- | -- | - | - | - | -- | -- | --- | ------------ | - | - | - | - | -- | -- | --- |
| Apertura 2010 | 3º | 14 | 8 | 2 | 4 | 22 | 15 | 26  | Semifinales  | 6 | 2 | 2 | 2 | 5  | 3  | 8   |
| Clausura 2011 | 6º | 14 | 5 | 2 | 7 | 17 | 18 | 17  | No clasificó |   |   |   |   |    |    |     |
| Apertura 2011 | 2º | 14 | 8 | 1 | 5 | 22 | 15 | 25  | Semifinales  | 6 | 2 | 2 | 2 | 5  | 7  | 8   |
| Clausura 2012 | 4º | 14 | 5 | 6 | 3 | 19 | 17 | 21  | Semifinales  | 6 | 2 | 1 | 3 | 6  | 11 | 7   |
| 2012 Apertura | 2º | 14 | 6 | 4 | 4 | 16 | 11 | 22  | Semifinales  | 6 | 2 | 2 | 2 | 6  | 6  | 8   |
| 2013 Clausura | 4º | 14 | 5 | 4 | 5 | 18 | 16 | 19  | Semifinales  | 6 | 2 | 0 | 4 | 5  | 12 | 6   |
| 2013 Apertura | 4º | 14 | 8 | 7 | 3 | 25 | 14 | 31  | Semifinales  |   |   |   |   |    |    |     |

## Entrenadores
- Néstor Holweger (2009–2010)
- Mario Alfaro (2010–2012)
- Emilio Aburto (2012–2015)
- Carlos Zambrana (2015)
- Flavio Da Silva (2015–2016)
- Amleto Bonaccorso (2016)
- Jack Galindo (2016)
- Luis Fernando Fallas (2016)
- Jack Galindo (2016–2017)
- Emilio Aburto (2017)
- Tyron Acevedo (2017)
- Emilio Aburto (2017–2021)
- Juan Córtes (2021-2022)
- Emilio Aburto (2022)
- Mario Alfaro (2022)
- Emilio Aburto (2022)
- Flavio Da Silva (2022–Actualidad)

## Palmarés
- Primera División de Nicaragua (2): Ap. 2018, Cl. 2025.
- Segunda División de Nicaragua (1): 2009/10
- Copa de Nicaragua (1): 2019

## Participaciones Internacionales
- Copa Centroamericana (2): 2024,2025